# Tim Rooney
Tim Rooney, all'anagrafe Timothy Hayes Yule (Birmingham, 4 gennaio 1947 – Hemet, 23 settembre 2006), è stato un attore statunitense.

## Biografia
Sua madre era una ex miss Alabama e cantante che rispondeva al nome d'arte di Betty Jane Rase.
Tra I suoi film più importanti Village of the Giants e Riot on Sunset Strip, oltre alle serie televisive The Donald O'Connor Show, Maverick, Dottor Kildare, Gidget, Bewitched, Dragnet e il cartone Mister T come doppiatore.
Nel 1962 è stato coprotagonista in Room for One More.
In 1964-1965, ha recitato con il padre in Mickey, sulla rete ABC, una situation comedy su una famiglia che gestiva un hotel a Newport Beach. 
Secondo figlio di Mickey Rooney, morì nel 2006 a causa di una polmonite, come complicazione di dermatomiosite della quale soffriva sin da giovane.

## Filmografia
- Surfside 6 – serie TV, episodio 1x15 (1961)
- Maverick – serie TV, episodio 5x07 (1962)
- Mr. Roberts (Mister Roberts) – serie TV, episodio 1x01 (1965)
- Village of the Giants (1965)
- Riot on Sunset Strip (1967)